# Паредес, Теодоро
Теодо́ро Пауль Паре́дес Паво́н (исп. Teodoro Paul Paredes Pavón; род. 15 апреля 1993, Каагуасу, Парагвай) — парагвайский футболист, защитник клуба «Хорхе Вильстерманн».

## Клубная карьера
Паредес — воспитанник клуба «Серро Портеньо». 18 мая 2011 года в матче против столичной «Гуарани» он дебютировал в парагвайской Примере. В составе «Серро Портеньо» Теодоро дважды выиграл чемпионат Парагвая.
В 2015 году Паредес на правах аренды перешёл в «Соль де Америка». 30 января в поединке против «Депортиво Капиата» он дебютировал за новый клуб.

## Международная карьера
В начале 2013 года в Паредес стал серебряным призёром молодёжного чемпионата Южной Америки в Аргентине. На турнире он сыграл в матчах против команд Аргентины, Перу, Эквадора, Колумбии и дважды против Чили.
Летом того же года Теодоро принял участие в молодёжном чемпионате мира в Турции. На турнире он сыграл в матчах против команд Мексики, Греции и Ирака.

## Достижения

### Командные
«Серро Портеньо»
- Чемпион Парагвая: Апертура 2012, Клаусура 2013

Парагвай (до 20)
- Победитель Молодёжного чемпионата Южной Америки: 2013